# Regioni della Mauritania

Regioni della Mauritania

Le regioni della Mauritania (in arabo: ,ولاية traslitterato wilaya) sono la suddivisione territoriale di primo livello del Paese e sono pari a 15. Fino al 25 novembre 2014 la capitale Nouakchott, seppur suddivisa in tre zone (nord, ovest e sud), era amministrata come distretto a sé stante più 12 regioni; da tale data le tre zone della capitale hanno assunto valenza amministrativa, abolendo di fatto l'unico distretto esistente e portando le regioni al numero attuale. Ciascuna di esse si suddivide ulteriormente in dipartimenti (مقاطعة, traslitterato moughataas) a loro volta suddivisi in comuni.

## Lista
| Localizzazione | Regione                       | Capoluogo        | Popolazione (2013) | Superficie (km²) |
| -------------- | ----------------------------- | ---------------- | ------------------ | ---------------- |
|                | Regione di Adrar              | Atar             | 62 658             | 215 300          |
|                | Regione di Assaba             | Kiffa            | 325 897            | 36 600           |
|                | Regione di Brakna             | Aleg             | 312 277            | 33 800           |
|                | Regione di Dakhlet-Nouadhibou | Nouadhibou       | 123 779            | 22 300           |
|                | Regione di Gorgol             | Kaédi            | 335 917            | 13 600           |
|                | Regione di Guidimagha         | Sélibabi         | 267 029            | 10 300           |
|                | Regione di Hodh-Charghi       | Néma             | 430 668            | 182 700          |
|                | Regione di Hodh-Gharbi        | Ayoun el-Atrouss | 294 109            | 53 400           |
|                | Regione di Inchiri            | Akjoujt          | 19 639             | 46 800           |
|                | Regione di Nouakchott-Nord    | Dar-Naim         | 366 912            | 306              |
|                | Regione di Nouakchott-Ouest   | Tevragh-Zeina    | 165 184            | 146              |
|                | Regione di Nouakchott-Sud     | Arafat           | 427 673            | 252              |
|                | Regione di Tagant             | Tijikja          | 80 962             | 95 200           |
|                | Regione di Tiris-Zemmour      | Zouérat          | 53 261             | 252 900          |
|                | Regione di Trarza             | Rosso            | 272 773            | 67 800           |

Durante l'occupazione del Sahara Occidentale (1975-79), la corrispondente regione (grosso modo la parte inferiore del territorio di Río de Oro) era chiamata Tiris al-Gharbiyya.